# 西利伯蒂 (艾奥瓦州)
西利伯蒂（英語：West Liberty）是一個位於美國愛荷華州馬斯卡廷縣的城市。

## 地理
西利伯蒂的座標為41°34′17″N 91°15′40″W / 41.57139°N 91.26111°W，而該地的平均海拔高度為206米（即676英尺）。

## 人口
根據2010年美國人口普查的數據，西利伯蒂的面積為4.51平方千米，當中陸地面積為4.51平方千米，而水域面積為0.00平方千米。當地共有人口3736人，而人口密度為每平方千米828人。